# Kasteel Westerbeek

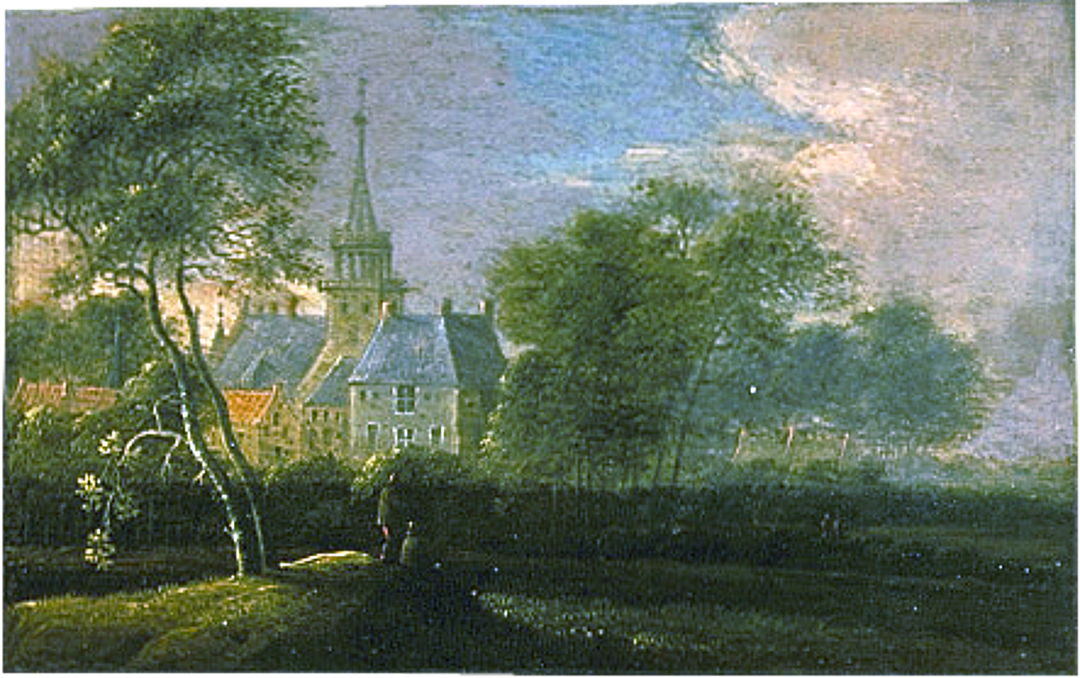
Kasteel Westerbeek in 1662 door Jacob van der Croos

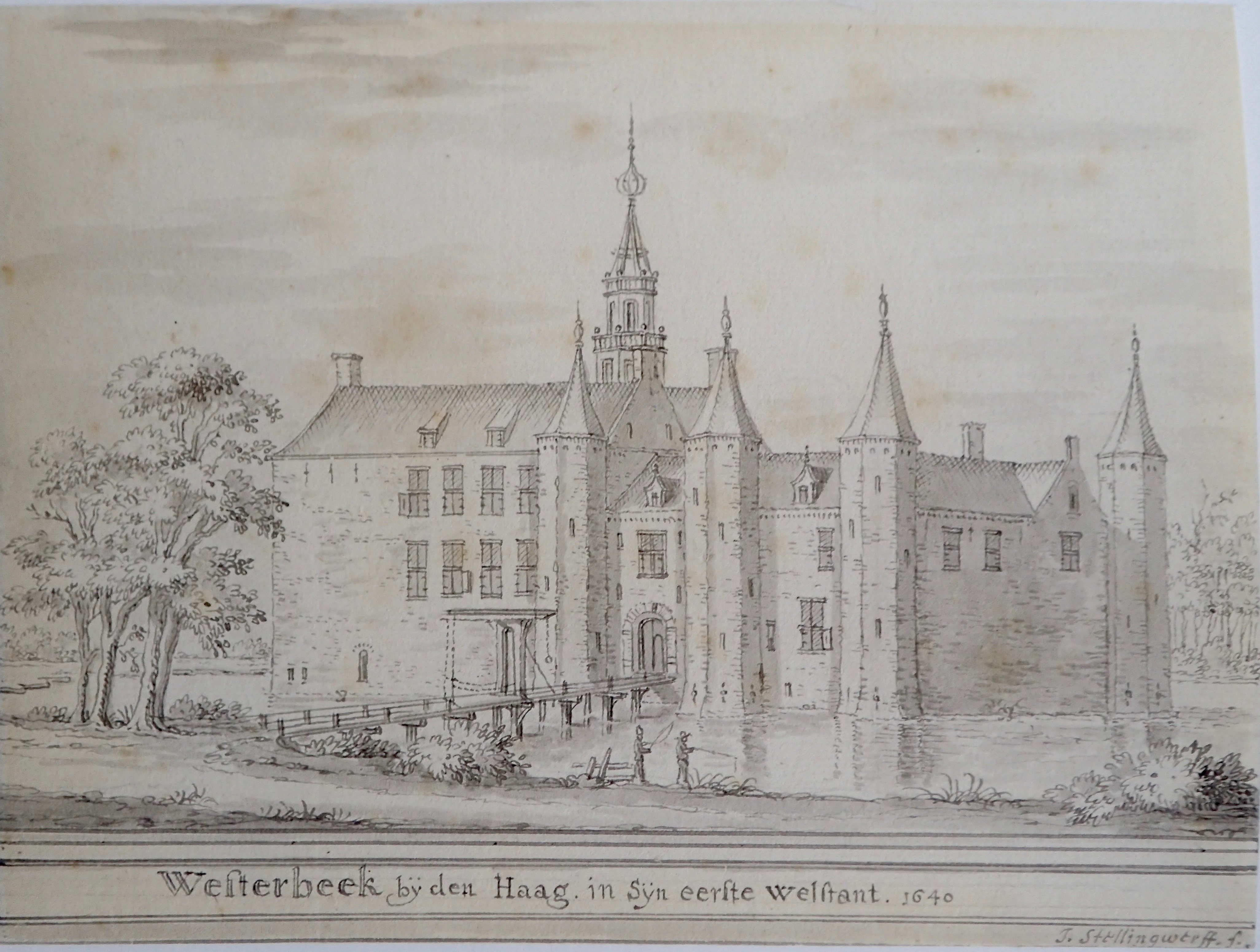
vermoedelijk aanzicht Westerbeek rond 1640

Kasteel Westerbeek is een rond 1800 afgebroken kasteel in Den Haag, dat zijn naam ontleende aan de gelijknamige beek ten zuidwesten van Den Haag. Het kasteel moet ongeveer gelegen hebben op de hoek van huidige De la Reyweg en de Bothastraat.
Het kasteel, in 1430 gebouwd door Willem van Schagen, baljuw van Den Haag en raadsheer in het Hof van Holland, werd in 1543 gekocht door Adam van Segwaert. Na het verwerven van het kasteel Westerbeek ging deze Adam zich Adam Claesz van Westerbeek, heer van Vittelevoort noemen. Zijn nageslacht bleef tot 1689 het kasteel bewonen. In dat jaar werd het verkocht aan mr. Wigbolt Slicher (1627-1718), ontvanger-generaal van de Admiraliteit van Amsterdam, die evenals zijn zoon mr. Antonis Slicher (1655-1745), raadsheer van het Hof van Holland, heer van Westerbeek werd genoemd.
In de periode 1794 tot 1801 werd het kasteel afgebroken. De funderingen zijn op het einde van de 19e eeuw blootgelegd, waardoor de grootte van het kasteel kon worden vastgesteld: het betrof een sterk kasteel, met een oppervlakte van 690 m2, voorzien van zware hoektorens en omringd door een brede gracht.
In 1745 wordt het kasteel als volgt omschreven: Het legt rondsom in zyne graften en was voorheenen voorzien van vier Toorens met Schietgaten tot bescherming en tegenweer: thans heeft het eenige laage zeskante Toorentjes met spitse Kappen die rondsom een vierkant Muurwerk staan, en op het Dak is een vierkant toorenswys uitstek met een Leuning omzet. In die tijd was Hieronimus Slicher, substituut-griffier bij het Hof van Holland en zoon van Anthonis Slicher, de eigenaar van het kasteel.

## Huis Westerbeek
Een kleinzoon van Adam Claesz van Westerbeek, jhr. François van Westerbeek, was tijdens de Tachtigjarige Oorlog commandeur van de vesting Steenwijk en verwierf gronden in de buurt van Vledder om die te vervenen. Hij liet voor de afvoer van turf de Westerbeeksloot graven. Het landgoed, eveneens Westerbeeksloot genoemd, kwam in de tweede helft van de 18e eeuw in handen van de families Heloma en Van Royen. Nicolaas Heloma bouwde op het landgoed het huidige huis Westerbeek. In 1818 werd het landgoed Westerbeeksloot verkocht aan de Maatschappij van Weldadigheid, die er de kolonie Frederiksoord vestigde. Huis Westerbeek, dat onder meer dienst heeft gedaan als woning van Johannes van den Bosch, werd in 1974 gerestaureerd en fungeert als hoofdkantoor van de Maatschappij van Weldadigheid.
Abbenbroek · Abspoel · Adegeest · Slot Alkemade ·  Altena · Arkelsburg · Bellesteyn · Huis ten Berghe · Binckhorst · Binnenhof · Blijdestein · Te Blotinghe · Boekenburg · Boekhorst · Boshuysen · Bulgersteyn · Burcht (Leiden) · Burcht (Voorne) · Slot Capelle · Coebel · Cranenburg · Crayestein · Cronesteyn · Crooswijk · Develstein · 't Huys Dever · Dirks Steenhuis · Ter Does · Duivenstein · Duivenvoorde · Endegeest · Endepoel · Foreest · Giessenburg · Gravensteen · Groot Haesebroek · 's Heeraartsberg · Hof van Wateringen · Holy · Slot Honingen · Kasteel van de Heren van Arkel · Kasteel van Gouda · Keenenburg · Kasteel Keukenhof · Klein Poelgeest · Huis te Langerak · Langestein · Huis te Liesveld · Ter Lips · De Loo · Madeburcht · Marenburch · Meerburg · Huis te Merwede · Huis ter Mey · Kasteel van der Meye · Niemandsvriend · Noordeloos · Oud-Berendrecht · Oud-Poelgeest · Oud Teylingen · Paddenpoel · Persijn · Groot Poelgeest · Hof van Putten · Puttensteyn · Landgoed De Raephorst · Kasteel Ravesteyn · Kasteel van Rhoon · Rijnegom · Rijnenburg · Huis te Riviere · Rodenburg · Hofstad Rodenrijs · Rodenrijs · Rosenburgh · Huis Roucoop · Santhorst · Schelluinderberg · Schonenburg · Kasteel van Schoonhoven · Souburgh · Spangen · Starrenburg · Huis ter Specke · Steenvoorde · Stenevelt · Slot Teylingen · Den Toll · Torenvliet · Slot Valckesteyn · Huis ter Waard · Warmont · Ter Weer · Hof van Wena · Kasteel Westerbeek · Huis te Woude · Kasteel van IJsselmonde · 't Zand · Huis Zevender · Kasteel aan de Zevender · Zijlhof · Zonneveld · Huis Zuidwijk · Zwieten